# Keflavík ÍF
El Keflavik Íþrotta-og ungmennafélag (en español: Asociación de Hielo y Juventud de Keflavik), conocido simplemente como Keflavík ÍF, es un club de fútbol islandés de la ciudad de Keflavík. Se fundó en 1929 y juega en la Úrvalsdeild.
El Keflavík ÍF se originó en el año 1919 como UMFK Keflavík (Ungmennafélag Keflavíkur). En 1956 se fusionó con el KFK Keflavik dando origen al ÍB Keflavik (ÍBK). En 1994 adopta su actual nombre Keflavik IF.

## Palmarés

### Torneos nacionales
- Úrvalsdeild Karla (4): 1964, 1969, 1971, 1973.
- Copa de Islandia (4): 1975, 1997, 2004, 2006.

## Participación en competiciones de la UEFA
| Temporada | Torneo                | Ronda              | Club               | Casa | Visita | Global  |
| --------- | --------------------- | ------------------ | ------------------ | ---- | ------ | ------- |
| 1965–66   | European Cup          | Preliminar         | Ferencvárosi TC    | 1-4  | 1–9    | 2–13    |
| 1970–71   | European Cup          | 1                  | Everton F.C.       | 2-6  | 0-3    | 2–9     |
| 1971–72   | UEFA Cup              | 1                  | Tottenham Hotspur  | 1-6  | 0-9    | 1-15    |
| 1972–73   | European Cup          | 1                  | Real Madrid        | 0-1  | 0-3    | 0–4     |
| 1973–74   | UEFA Cup              | 1                  | Hibernian          | 1-1  | 0-2    | 1-3     |
| 1974–75   | European Cup          | 1                  | Hajduk Split       | 0-2  | 1-7    | 1–9     |
| 1975–76   | UEFA Cup              | 1                  | Dundee United      | 0-2  | 0-4    | 0-6     |
| 1976–77   | UEFA Cup Winners' Cup | 1                  | Hamburger SV       | 1-1  | 0-3    | 1-4     |
| 1979–80   | UEFA Cup              | 1                  | Kalmar             | 1-0  | 1-2    | 2-2 (a) |
| 1979–80   | UEFA Cup              | 1                  | Zbrojovka Brno     | 1-2  | 1-3    | 2-5     |
| 1994–95   | UEFA Cup Winners' Cup | Clasificatoria     | Maccabi Tel Aviv   | 1-2  | 1-4    | 2-6     |
| 1995      | Intertoto Cup         | Fase de grupos     | Metz               | 1-2  |        |         |
| 1995      | Intertoto Cup         | Fase de grupos     | Partick Thistle    |      | 1-3    |         |
| 1995      | Intertoto Cup         | Fase de grupos     | Zagreb             | 0-0  |        |         |
| 1995      | Intertoto Cup         | Fase de grupos     | LASK               |      | 1-2    |         |
| 1996      | Intertoto Cup         | Fase de grupos     | Örebro             |      | 1-3    |         |
| 1996      | Intertoto Cup         | Fase de grupos     | Maribor            | 0-0  |        |         |
| 1996      | Intertoto Cup         | Fase de grupos     | Austria Wien       |      | 0-6    |         |
| 1996      | Intertoto Cup         | Fase de grupos     | Copenhagen         | 1-2  |        |         |
| 1998–99   | UEFA Cup Winners' Cup | Clasificatoria     | Liepājas Metalurgs | 1-0  | 2-4    | 3-4     |
| 2005-06   | UEFA Cup              | 1.ª clasificatoria | Etzella            | 2-0  | 4-0    | 6-0     |
| 2005-06   | UEFA Cup              | 2.ª clasificatoria | Maguncia           | 0-2  | 0-2    | 0-4     |
| 2006      | UEFA Intertoto Cup    | 1                  | Dungannon Swifts   | 4-1  | 0-0    | 4-1     |
| 2006      | UEFA Intertoto Cup    | 2                  | Lillestrøm         | 2-2  | 1-4    | 3-6     |
| 2007-08   | UEFA Cup              | 1.ª clasificatoria | Midtjylland        | 3-2  | 1-2    | 4-4 (a) |
| 2009-10   | UEFA Europa League    | 1                  | Valletta           | 2-2  | 0–3    | 2-5     |